# Niederentzen
Niederentzen (en alsacià Neederanze) és un municipi francès, situat a la regió del Gran Est, al departament de l'Alt Rin. L'any 1999 tenia 322 habitants.

## Demografia
| 1962 | 1968 | 1975 | 1982 | 1990 | 1999 |
| ---- | ---- | ---- | ---- | ---- | ---- |
| 207  | 226  | 263  | 312  | 320  | 322  |

## Administració
| Període   | Identitat          | Partit |
| --------- | ------------------ | ------ |
| 1977-2001 | Lucien Bilger      |        |
| 2001-     | Jean-Pierre Widmer |        |